# MetLife Sports Complex

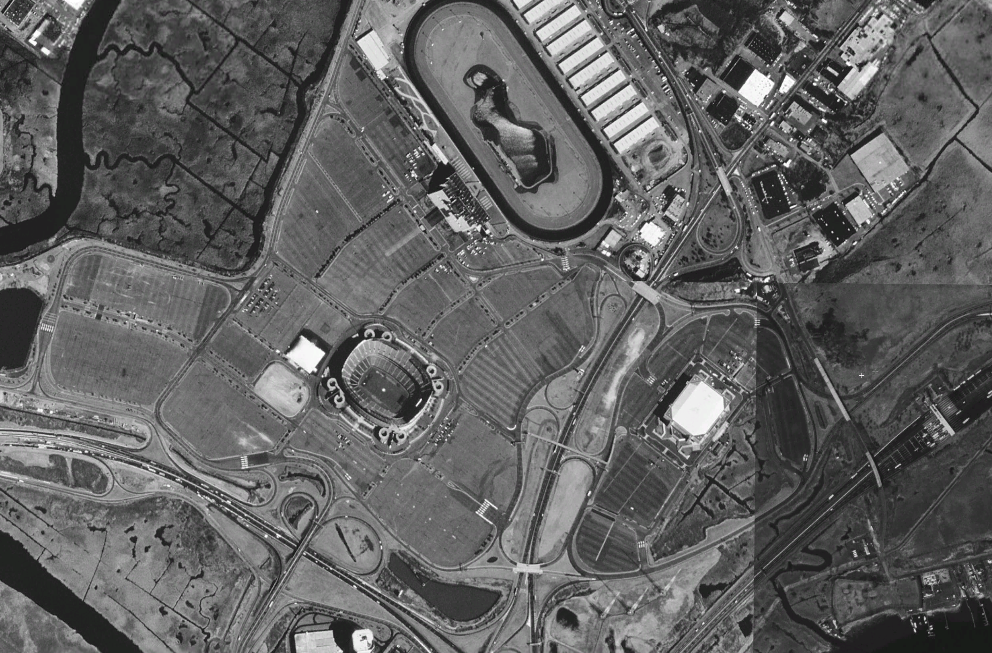
Image satellite du MetLife Sports Complex dans les années 1990

Le MetLife Sports Complex (anciennement Meadowlands Sports Complex) est un complexe sportif et de divertissement situé à East Rutherford, dans le New Jersey. Il se compose actuellement de plusieurs infrastructures comme le MetLife Stadium, le Meadowlands Racetrack (« The Big M »), la Meadowlands Sports Complex Rail Station, le Timex Performance Center et le American Dream Meadowlands (ex-Meadowlands Xanadu). Le complexe est la propriété de la New Jersey Sports and Exposition Authority (NJSEA).

## Anciennes installations

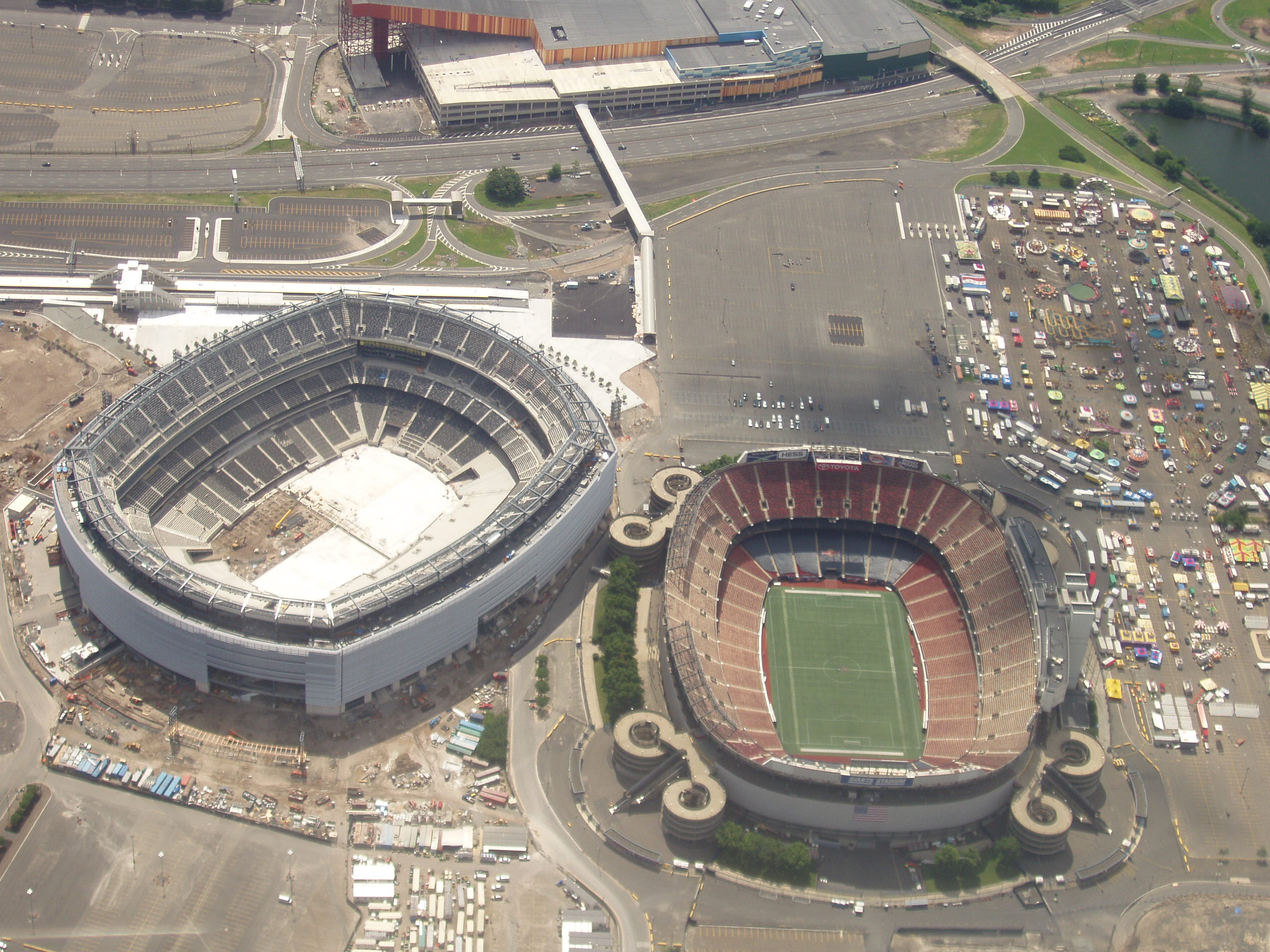
Vue aérienne du MetLife Stadium (en construction) et du Giants Stadium en juillet 2009

- Giants Stadium (1976-2010)

## Principaux clubs résidents

### MetLife Stadium
- Giants de New York (National Football League), depuis 2010
- Jets de New York (National Football League), depuis 2010

### Meadowlands Arena
- Rams de Fordham (National Collegiate Athletic Association), depuis 2011
- Nets de Brooklyn (National Basketball Association), 1981 à 2010
- Devils du New Jersey (Ligue nationale de hockey), 1982 à 2007
- Pirates de Seton Hall (National Collegiate Athletic Association), 1985 à 2007

## Galerie

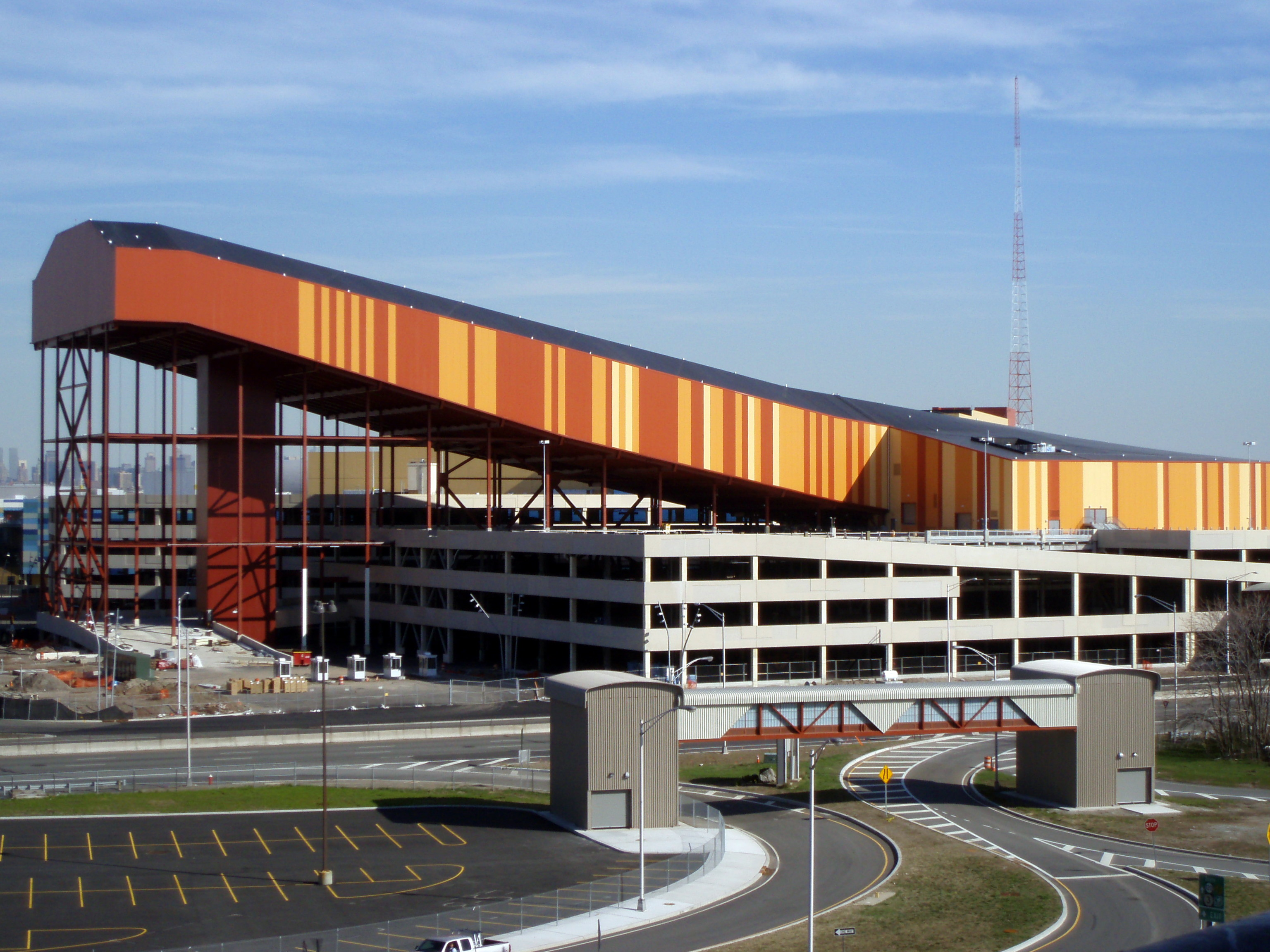
SkiDome du American Dream Meadowlands
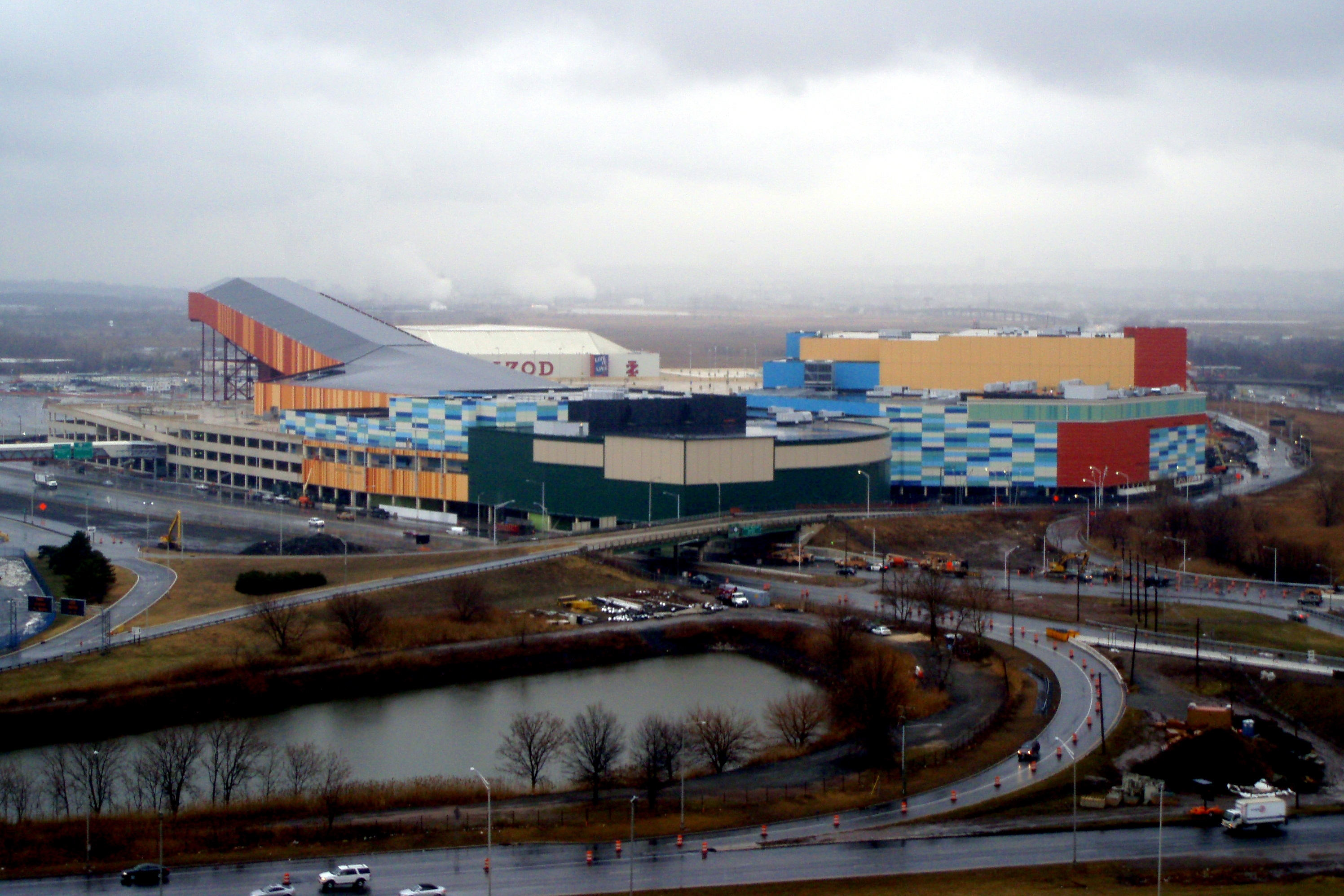
American Dream Meadowlands
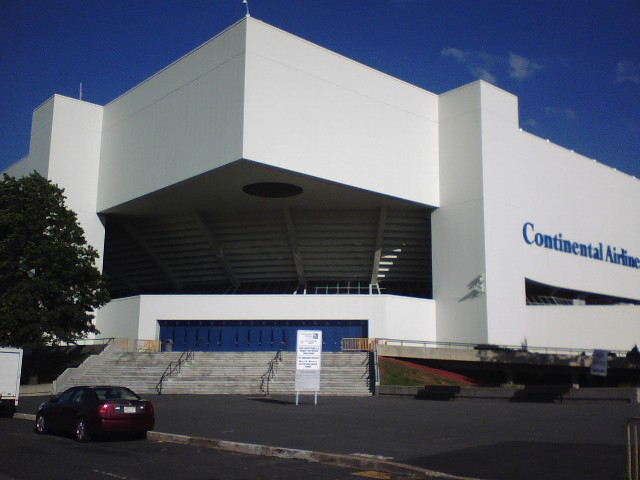
Meadowlands Arena